# Дэвисон, Эмили
Эмили Уилдинг Дэвисон (англ. Emily Davison; 11 октября 1872 года — 8 июня 1913) — британская общественная деятельница и правозащитница, суфражистка, активистка британской феминистской организации «Женский общественно-политический союз». Она выступала за право голоса для женщин и протестовала против принудительного кормления (представительниц союза неоднократно подвергали такому кормлению во время устраиваемых ими голодовок при аресте). Погибла в 1913 году, выбежав во время скачек на стадион навстречу жеребцу по кличке Энмер, принадлежавшему королю Георгу V.

## Ранние годы
Дэвисон родилась в Блэкхите, Лондон, в семье Чарльза и Маргарет Дэвисонов, происходивших из Нортумберленда. У неё было две сестры, один брат и несколько сводных братьев и сестёр (от первого брака отца). Одним из её сводных братьев был капитан военно-морского флота Генри Джоселин Дэвисон, который впоследствии выступал свидетелем на следствии по её делу.
Окончив школу, она в 1891 году поступила для получения высшего образования в Королевский колледж Голлоуэй в Лондоне, где изучала иностранные языки. Вскоре, однако, умер её отец, а мать одна не могла оплачивать стоимость обучения (20 фунтов за семестр). В итоге Дэвисон не смогла окончить курс и стала работать школьной учительницей в Эджбастоне и Уэртинге. Благодаря этой работе она заработала достаточно денег, чтобы поступить изучать биологию, химию, английский язык и литературу в колледж Сент-Хью при Оксфордском университете. На выпускных экзаменах она получила высший балл, однако женщинам в Оксфорде в то время не присуждали учёных степеней. После окончания университета работала в Беркшире домашней учительницей в богатой семье. В 1908 году она всё же получила степень по иностранным языкам от Лондонского университета.

## Участие в суфражистском движении
Дэвисон присоединилась к Женскому общественно-политическому союзу в 1906 году.
Девять раз в период с 1909 по 1912 год она подвергалась арестам и заключениям в тюрьму по причине участия в незаконных акциях, метании камней, разбитии окна, сожжении почтовых ящиков, а также из-за нападения на человека, которого она ошибочно приняла за канцлера казначейства Дэвида Ллойда Джорджа.
В тюрьме она сразу же заслужила репутацию агрессивного и опытного борца против принудительного кормления, которое само по себе было опасным и тяжёлым испытанием. В знак протеста против него и, с целью избежать такого кормления в 1909 году она забаррикадировала вход в свою камеру. Тюремщики после этого решили наполнить её камеру ледяной водой, просунув шланг через окно, что она выдерживала по меньшей мере четверть часа, прежде чем они смогли взломать дверь. После этого она была быстро доставлена в больницу. В 1912 году (во время очередного ареста) она вновь протестовала против принудительного кормления. На этот раз она бросилась с 10-метровой лестницы, потеряв после падения сознание и получив тяжёлые травмы. Свои действия она объяснила желанием спасти от принудительного кормления находившихся с ней в заключении суфражисток, сказав, что «одна большая трагедия сможет предотвратить множество других».
2 апреля 1911 года, в день переписи населения в Великобритании, Дэвисон ночью проникла в Вестминстерский дворец и спряталась там в шкафу, поскольку хотела указать в переписном листе, что в данный момент (то есть в ночь переписи) проживает в Палате общин, нижней палате британского парламента. В итоге в переписном листе действительно указали, что она была «найдена спрятавшейся в шкафу в Вестминстерском дворце». В 1999 году по инициативе Тони Бенна на этом шкафу была установлена мемориальная доска.
В 1913 году Дэвисон подложила бомбу в новый дом Дэвида Ллойд Джорджа в графстве Суррей, взрыв серьёзно повредил здание.

## Смерть на английском Дерби 1913 года
Причины, по которым Дэвисон отправилась на дерби в Эпсоме, до конца не выяснены. Известно, например, что она купила билет на суфражистское мероприятие за пределами Лондона и железнодорожный билет в оба конца (хотя впоследствии было установлено, что в то время продавались только такие билеты). Было высказано предположение, что она хотела прикрепить к коню, принадлежавшему королю, флаг суфражисток. С учётом её поступков во время попыток противостоять принудительному кормлению представляется вероятным, что ей действительно хватило смелости на такую акцию.
Во время столкновения с конём она получила тяжёлые травмы и скончалась четыре дня спустя. Момент её гибели был снят на киноплёнку.
Среди историков нет единого мнения по поводу того, ускорила ли в действительности гибель Дэвисон получение британскими женщинами избирательного права. К 1913 году его идея уже имела широкую поддержку как в парламенте, так и в народе. Многие считали, что противоправные действия суфражисток лишь препятствовали введению избирательного права. Даже некоторые члены Женского общественно-политического союза не поддержали поступок, совершённый Дэвисон. Противники введения избирательного права воспользовались этим случаем для доказательства своих утверждений о неуравновешенности и непредсказуемости женщин. Тем не менее после гибели Дэвисон в рядах Союза стала рассматриваться как мученица, погибшая за дело суфражизма.
В панихиде, прошедшей в Лондоне 14 июня, приняло участие большое количество людей. Некоторые из участников большой процессии несли плакаты, на которых было написано: «Дайте мне свободу или позвольте умереть» и подобные лозунги. Дэвисон была похоронена в Нортумберленде. На её могильной плите высечена фраза «Дела, а не слова».